# Mojsej Urickij
Moisej Solomonovič Urickij (rusky Мойсей Соломонович Уриский; 2. lednajul./ 14. ledna 1873greg., Čerkasy – 30. srpna 1918 Petrohrad) byl ruský politik židovského původu.

## Životopis

### Mládí
Narodil se v židovské rodině. Jeho otec, povoláním obchodník, zemřel když byl Mojsej malý a matka se o něho musela starat sama.

### Revolucionář
Urickij studoval práva na Kyjevské univerzitě. Během studií se připojil k Ruské sociálně demokratické dělnické straně a organizoval distribuci politické literatury. V roce 1897 byl zatčen a vyhnán z univerzity. Po propuštění se stal členem tzv. židovského Bundu.
V roce 1903 se Urickij připojil k menševikům. Roku 1914 emigroval do Francie a přispíval do novin Naše slovo. Zpět do Ruska se vrátil v roce 1917, kdy se stal členem skupiny Mežrajonců.

### Politik
Několik měsíců před říjnovou revolucí přestoupil Urickij k bolševikům. Po revoluci se stal vůdcem Petrohradské Čeky. Stal se tak odpovědným za stíhání šlechty, armádních carských důstojníků a věřících.
Dne 30. srpna 1918 byl Urickij zavražděn básníkem a členem strany eserů Leonidem Kannegiserem. Ten samý den provedla Eserka Fanny Kaplanová atentát na Lenina. Po Leninově zotavení byla rozpoutána vlna poprav a mučení, známá jako Rudý teror.